# Trendstudie
Eine Trendstudie ist eine Wiederholungsbefragung, gelegentlich auch replikativer Survey genannt. Sie zählen zu den Längsschnittstudien.
Anders als bei Panelstudien werden hier nicht immer gleiche Personen befragt, sondern nur wiederholt Stichproben aus der gleichen Grundgesamtheit gezogen.
Durch Wiederholung der Befragung kann jede Querschnittbefragung in eine Trendstudie umgewandelt werden. Trendstudien sind also genaue „Nachbauten“ vormals durchgeführter Studien. Der große Vorteil von Trendstudien ist ökonomischer Art: Sie sind wesentlich günstiger als Panelstudien.

## Probleme
1. Keine Analyse von so genannten Nettoveränderungen (individuellen Veränderungen) möglich
2. Bedeutungsverschiebung
3. Struktureller Wandel der Grundgesamtheit